# Thomas Willett
Thomas Willett (Barley o Norfolk, 1605 o 1610 – Swansea, 29 agosto o 14 agosto 1674) è stato un mercante e politico inglese, 1º e 3º sindaco di New York.

## Biografia
Nacque a Norfolk, in Inghilterra, nel 1610. Poiché i suoi genitori erano puritani, da piccolo si trasferì a Leida, nei Paesi Bassi, dove divenne fluente in inglese e olandese.
Salpò sulla Mayflower nel 1629 e arrivò alla Colonia di Plymouth, dove iniziò a intrattenere dei rapporti commerciali con gli olandesi.
Nel 1650 fu intrattenuto a firmare il Trattato di Hartford per l'indipendenza del Massachusetts dagli olandesi da Stuyvesant.
Nel 1662 fu nuovamente intrattenuto a firmare un trattato di pace con le tribù Mohawk e Kennebec.
Nel 1665 quando il colonnello Richard Nicoll arrivò in Massachusetts per firmare il trattato di cessione di Nuova Amsterdam agli inglesi Richard lo indicò come primo sindaco di Nuova York il 22 giugno.
Nel 1667 venne intrattenuto in un nuovo mandato come sindaco.
Servì come membro del consiglio sindacale dal 1668 al 1673, quando gli olandesi si impossessarono della città, e gli vennero confiscati i suoi beni e ritornò in Massachusetts, dove morì nella baia di Narragansett il 14 agosto del 1674.